# Antalis bartletti
Antalis bartletti är en blötdjursart som först beskrevs av Henderson 1920.  Antalis bartletti ingår i släktet Antalis och familjen Dentaliidae. Inga underarter finns listade i Catalogue of Life.